# Ridgeway of Montana
Ridgeway of Montana è un film western muto americano del 1924 diretto da Clifford Smith.

## Distribuzione
Il film è stato approvato il 14 aprile 1924, col numero di copyright LP20073, e successivamente distribuito nelle sale cinematografiche degli Stati Uniti d'America il 12 maggio 1924 dalla Universal Pictures.